# Dalea boliviana
Dalea boliviana är en ärtväxtart som beskrevs av Nathaniel Lord Britton. Dalea boliviana ingår i släktet Dalea, och familjen ärtväxter. Inga underarter finns listade i Catalogue of Life.